# Melanella polita
Melanella polita is een slakkensoort uit de familie Eulimidae. De wetenschappelijke naam werd gepubliceerd in 1758 door Carl Linnaeus in de tiende editie van Systema naturae.